# Unsane
Ne doit pas être confondu avec Unsane (film).
Unsane est un groupe de noise rock américain, originaire de New York. Il est formé en 1988 par le chanteur et guitariste Chris Spencer, le bassiste Pete Shore (1988-1994), et le batteur Charlie Ondras (1988-1992). Depuis 1994, la formation reste inchangée. Ils comptent au total six albums, trois albums live et deux compilations. En 2019 Chris Spencer met fin au groupe par le biais d'un message posté sur facebook.

## Biographie

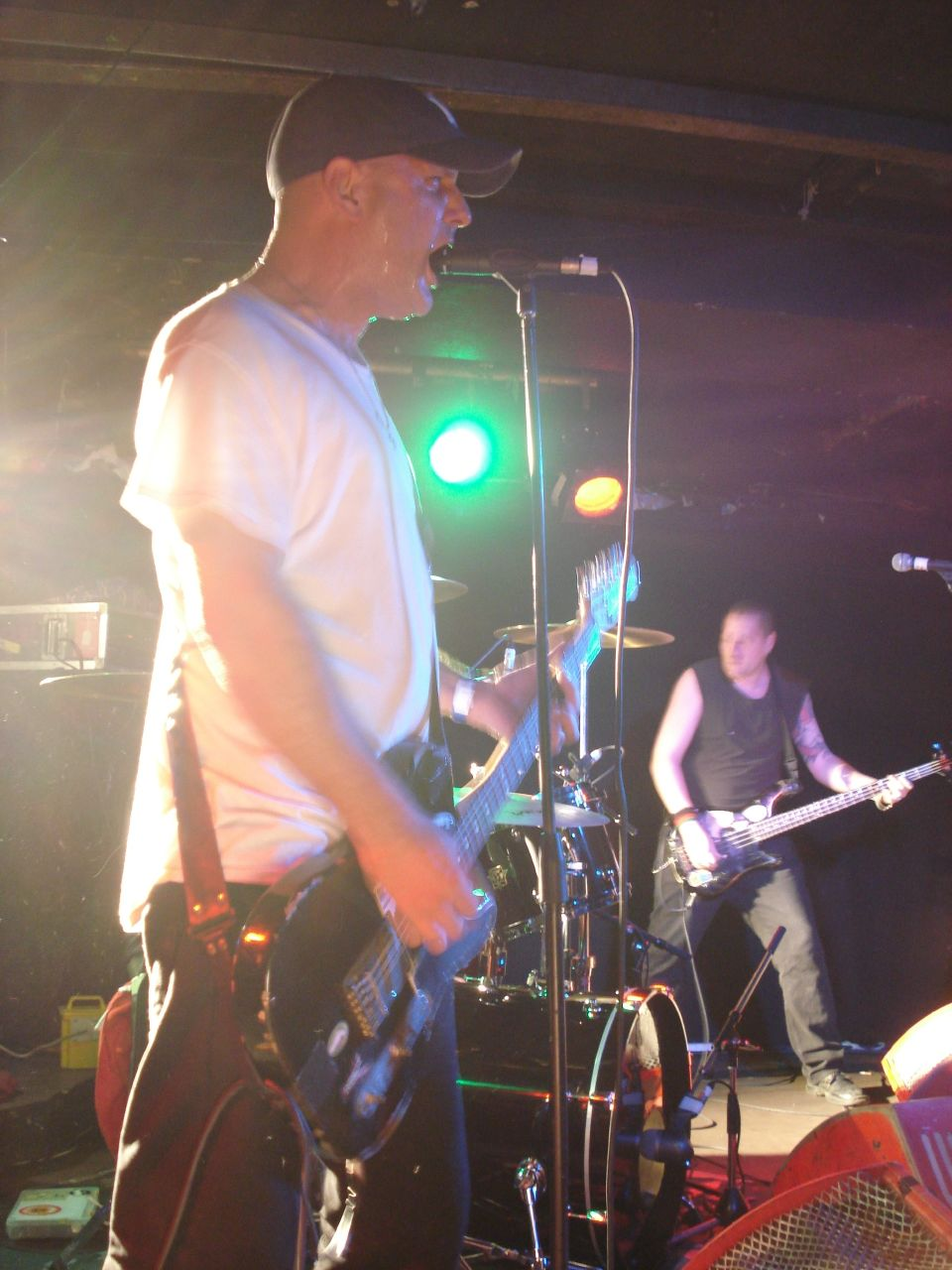
Unsane en concert.

Pete Shore et Charlie Ondras officiaient parallèlement à Unsane avec Cristina Martinez au sein de Boss Hog.
Le premier album éponyme du groupe est publié en 1991. Il est connu pour sa couverture représentant un homme décapité sur un rail de métro à New York. Le groupe avait réussi à obtenir la photo grâce à un ami qui enquêtait sur cet accident. En 1992, Charlie décède à la suite d'une surdose d'héroïne, il est alors remplacé temporairement par Anthony DeLuca puis de façon permanente par Vinnie Signorelli batteur de Swans. En 1994, Pete Shore quitte le groupe et Dave Curan vient le remplacer.
Le groupe tourne intensément et publie Total Destruction en 1993 au label Matador Records/Atlantic Records. Leur troisième album, Scattered, Smothered and Covered (1995), est publié chez Amphetamine Reptile Records. Le clip de la chanson Scrape, réalisé avec un budget de près de $200, est joué sur MTV. Le groupe continue de tourner (notamment en ouverture pour Slayer). Leur album qui suit, Occupational Hazard, est publié chez Relapse Records en 1998. Plus tard dans l'année, Spencer est attaqué par quatre assaillants après un concert à Vienne, en Autriche. Il finit à l'hôpital souffrant d'une hémorragie interne et se fait opérer. À cause de cet incident impliquant Spencer, et plus de dix mois de tournée, le groupe décide de se mettre en pause en 2000.
Unsane se réunit en 2003 et publie le CD/DVD Lambhouse: The Collection 1991-1998 la même année. Il est suivi par leur cinquième album, Blood Run, en 2005. Ipecac Recordings publiera leur sixième album Visqueen en 2007.
Leur chanson Committed est incluse dans le jeu vidéo Tony Hawk's Pro Skater (1999). Le jeu vidéo True Crime: New York City (2005), comprend leur chanson D Train. Unsane publie son septième album Wreck le 20 mars 2012 et tourne avec les Melvins entre avril et mai 2012.
"Sterilize", sortit en septembre 2017, sera le dernier album studio du groupe.
En été 2019, par le biais d'un message sur facebook, Chris Spencer annonce qu'il met fin au groupe: "Je ne jouerai plus au sein d’Unsane. Je suis super fier de ce que nous avons accompli, mais j’ai besoin d’aller de l’avant. Je préfère terminer l’aventure sur une bonne note plutôt que de rester esclave de quelque chose que j’ai toujours aimé." Il est peu probable que les deux membres restants, Dave Curan et Vincent Signorelli, continuent sous la bannière Unsane. De son côté, Chris Spencer se consacre désormais à Human Impact, groupe formé de membres de Swans et Cop Shoot Cop. Ils ont déjà sortis un album en 2020 et un nouvel EP sort en Août 2021.
Fin Août 2021, Chris Spencer annonce deux shows à venir sous la bannière Unsane. Celui-ci explique qu'il a récemment répété les chansons provenant de , "Improvised Munitions & demo" (une démo que le groupe avait enregistré en 1989 pour Circuit Records disparue puis finalement retrouvée récemment) avec Cooper et Jon Syverson et deux concerts sont prévus début septembre et début octobre avec ce line up. Dave Curran et Vincent Signorelli ont été consultés et ont approuvé l'idée.

## Membres

### Membres actuels
- Chris Spencer - guitare, harmonica, chant (1988–2000, depuis 2003)
- Dave Curran - basse (1994–2000, depuis 2003)
- Vinnie Signorelli - batterie (1992–2000, depuis 2003)

### Anciens membres
- Pete Shore - basse (1988–1994)
- Charlie Ondras - batterie (1988–1992)

## Discographie

### Albums
- 1991 : Unsane
- 1994 : Total Destruction
- 1995 : Scattered, Smothered and Covered
- 1997 : Occupational Hazard
- 2005 : Blood Run
- 2007 : Visqueen
- 2012 : Wreck
- 2017 : Sterilize

### Albums live
- 1994 : Peel Sessions
- 1995 : Amrep Xmas
- 1995 : Attack In Japan

### Compilations
- Singles 89-92 - 1993
- Lambhouse: The Collection 1991-1998 (CD & DVD) - 2003